# Lily Thai
Mariza Haley, connue sous le nom de scène Lily Thai, (née le 7 novembre 1981 à Honolulu) est une actrice pornographique américaine originaire de Hawaï. Elle est métissée hawaïenne d'une mère philippine et d'un père italien.

## Biographie
Née Mariza Haley, elle grandit à Austin au Texas. Elle a débuté comme serveuse dans un restaurant, puis, dans les clubs de strip locaux pour financer ses études. Finalement, elle abandonne ses études pour devenir actrice pornographique vers 2003. Lily a été nommée 3 AVN Awards en 2005 pour la meilleure starlette et la meilleure performance de stripteaseuse et la meilleure « All-girl Sex Scene ».
Thai a plusieurs tatouages et piercings dans sa langue, les mamelons et du clitoris. Elle est aussi connue pour ses scènes d'éjaculation féminine squirt.
Elle a annoncé plusieurs fois qu'elle se retirerait de sa carrière pornographique. En janvier 2005, Lily Thai a déclaré vouloir faire une pause pendant un certain temps.

## Filmographie
- 2003 : Sex with Young Girls 5
- 2003 : Teen Hitchhikers
- 2003 : There's Something About Jack 29
- 2003 : Tight and Asian 3
- 2003 : Tight and Asian 4
- 2003 : Totally Asian & 18
- 2003 : Wet Teens 4
- 2003 : Whoriental Sex Academy 7
- 2004 : Asian Cheerleader Cavity Search 3
- 2004 : Asian Hoze 3
- 2004 : Asian Teen Players
- 2004 : Baby Doll Lifeguards
- 2004 : The Babysitter 18
- 2004 : Barefoot Confidential 32
- 2004 : Barely Legal 48
- 2004 : Blowjob Fantasies 20
- 2004 : Chica Boom 26
- 2004 : China Syndrome
- 2004 : Cum Glazed
- 2004 : Double Vision POV
- 2004 : Eager Beavers 7
- 2004 : Fantasias Latinas (ou Latin Fantasies)
- 2004 : Fire in the Hole
- 2004 : Fresh of the Bus
- 2004 : Getting Personal
- 2004 : Girl to Girl
- 2004 : Home Schooled
- 2004 : Me So Asian
- 2004 : North Pole #48
- 2004 : Oh Me So Horny! 2
- 2004 : Oriental Chocolate Dreams
- 2004 : P.O.V.
- 2004 : Peter North's P.O.V. Pin-Ups 2
- 2004 : Pussyman's Whores of the Orient
- 2004 : Real College Girls 12
- 2004 : Reign of Tera
- 2004 : School Bus Girls 4
- 2004 : Secret Lives
- 2004 : Shane's World: Asian Vacation
- 2004 : She Squirts 12
- 2004 : Squirting 101 2
- 2004 : A Taste of the Orient
- 2004 : Teen Power! 9
- 2004 : Tell Me What You Want 5
- 2004 : The Violation of Audrey Hollander
- 2004 : When Big Just Ain't Enough
- 2004 : Yellow Tail 1
- 2004 : Young and Tight 5
- 2004 : The Young & the Raunchy
- 2005 : Asian Devastation 2
- 2005 : Feeding Frenzy 6
- 2005 : 3 Somes 2
- 2005 : Ass-A-thon
- 2005 : Barely Legal All Stars 5
- 2005 : Beautiful/Nasty 3
- 2005 : Cousin Stevie's Pussy Party 7
- 2005 : Flirtin' & Squirtin' 2
- 2005 : Frank Wank POV 1
- 2005 : Fuck Me Like the Whore That I Am
- 2005 : Hot Squirts
- 2005 : I Like Cum
- 2005 : Kick Ass Chicks 21: Squirters
- 2005 : Limelight Girls 11
- 2005 : Pussy Foot'n 14
- 2005 : Sinful Asians 4
- 2005 : Squirters
- 2005 : Teen Scream Virgins
- 2006 : Lipstick Lesbians
- 2006 : Nailed with Cum 2
- 2006 : Playful Asians
- 2006 : Sushi Coochie
- 2007 : Dirty Asian Dykes
- 2007 : Playgirl: Sexual Indulgence
- 2007 : Pussy Lickin' Lesbians 1
- 2007 : Singapore Sin
- 2007 : Teen Asian Angels
- 2008 : Mandingo Monster Cock Worship
- 2008 : Naughty Therapy